# Magdalene College, Cambridge

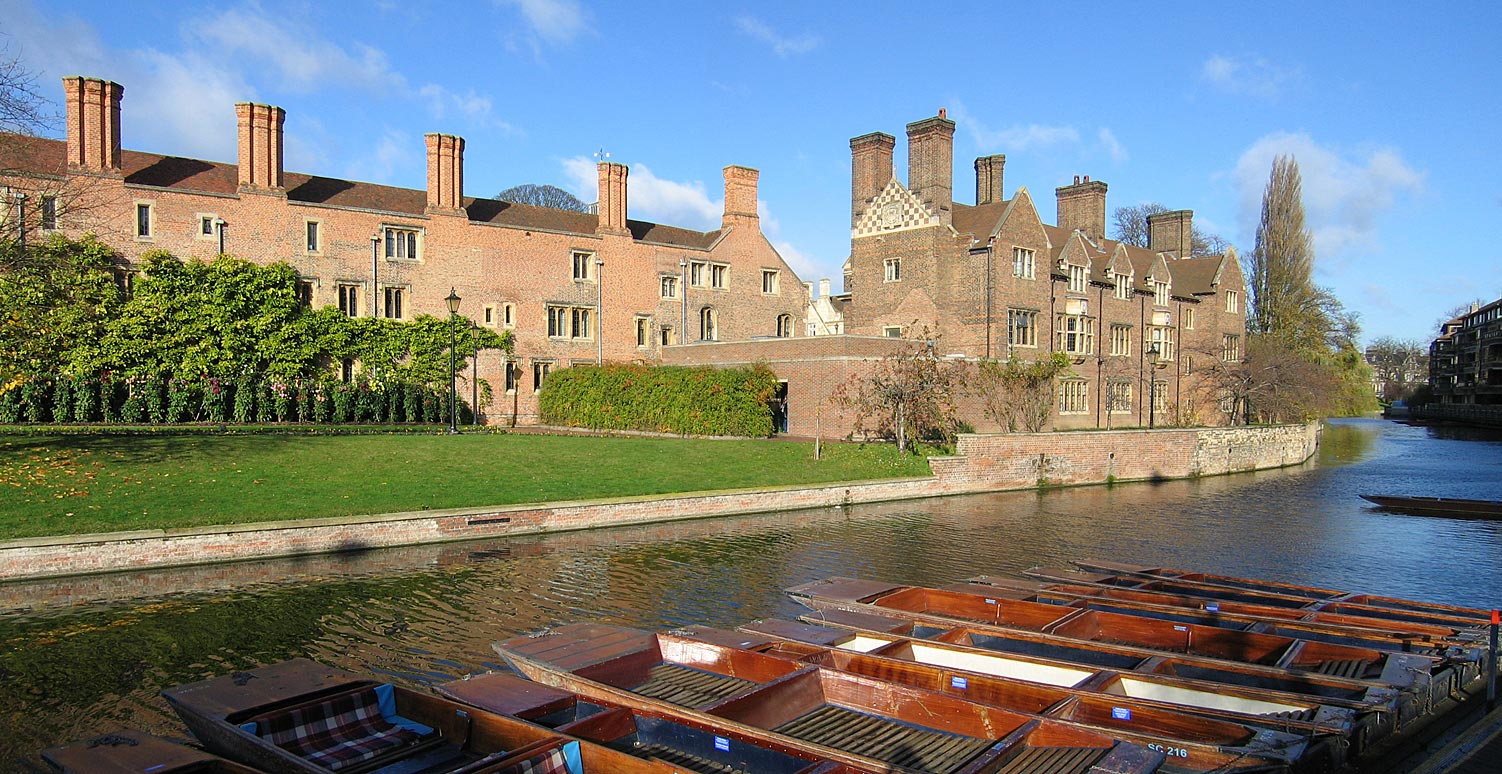
Magdalene College, Cambridge är beläget vid floden Cam

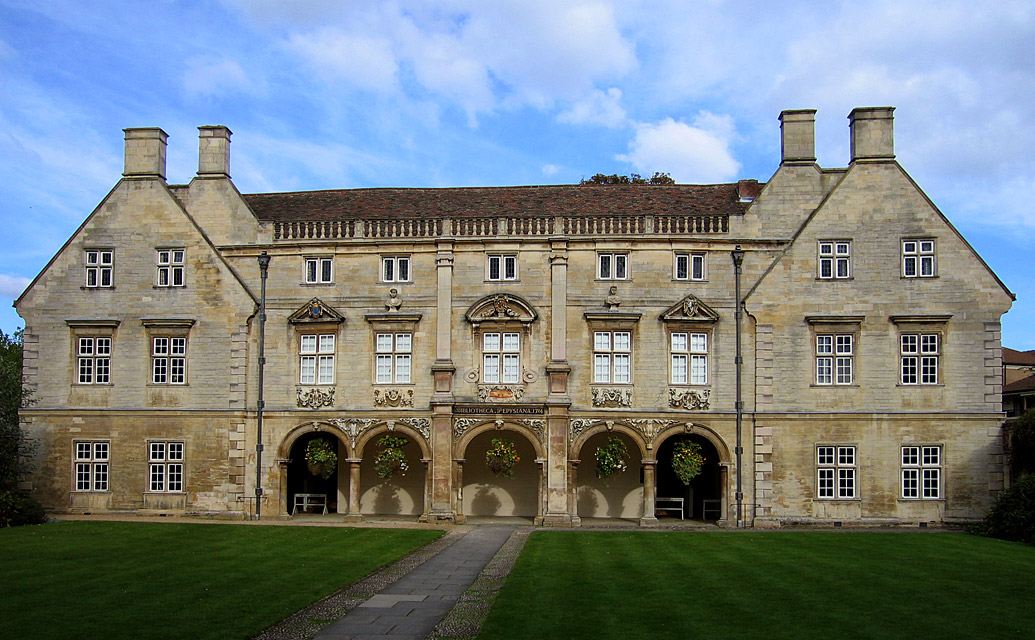
Pepys' Library vid Magdalene College, Cambridge

Magdalene College, Cambridge (ˈmɔːdlɪn ˈkɒlɪdʒ) är ett av de colleges som ingår i Cambridge University. Magdalene grundades 1428, med tillstånd av Henrik VI, som ett elevhem för benediktinermunkar som kom för att studera vid universitetet. Med hjälp av beskyddarskap från Henry Stafford, 2:e hertig av Buckingham kunde colleget växa och efter hand beslutade man att även andra elever än munkar skulle accepteras vid Magdalene.
Magdalene College var fram till 1542 känt som "Buckingham College" för att hedra sin höge beskyddare. När den 2:e hertigen avrättats för förräderi tog hans son, Edward Stafford, 3:e hertig av Buckingham vid som sponsor. Anmärkningsvärt nog överlevde colleget både att den 3:e hertigen också avrättades för högförräderi, och att collegets huvudman benediktinorden förbjöds verka som ansvarig för Magdalene under Henrik VIII:s upplösning av klostren. Det var efter detta som namnet "Buckingham College" kom att bytas ut mot St Mary Magdalenes College.
Till Magdalenes mest framstående alumni hör Samuel Pepys som blev elev vid colleget år 1650. Efter Pepys död kom hans boksamling att doneras till Magdalene i erkänsla för Pepys tid som elev där. Denna boksamling återfinns än idag i colleget, i Pepys Library.
Under upplysningen och den viktorianska eran var Magdalene konservativt till sin inriktning, och spelade ingen framträdande roll för bildningens utveckling i England. Under 1900-talet kom dock Magdalene att bli ett framgångsrikt college med flera framstående studenter såsom Sir Michael Redgrave (skådespelare), ärkebiskop Michael Ramsey och Lord Blackett (President för Royal Society)
Idag har Magdalene cirka 500 studenter och doktorander, och ungefär 60 fastanställda lärare, fellows.